# Magnus (Band)
Magnus ist eine polnische Thrash- und Death-Metal-Band aus Breslau, die 1987 gegründet wurde, sich 1997 auflöste und seit 2010 wieder aktiv ist.

## Geschichte
Die Band wurde 1987 gegründet. Kurz nachdem ein erstes Demo unter dem Namen Power Metal veröffentlicht worden war, kam der Sänger Robert Szymański aka Rob Bandit zur Besetzung. Neben ihm bestand die Gruppe aus den Gitarristen Maciej „Python“ Puto und Bernard „Bastard“ Wyjadłowski, dem Bassisten Edward „Edi“ Juszczak und dem Schlagzeuger J. „Raku“ Rakowicz. Im Februar 1988 wurden ein paar Konzerte in Frankreich abgehalten. Zurück in Polen wurden ein paar Konzerte gespielt, ehe der Schlagzeuger Rakowicz durch Jarosław „Jaras“ Duchniak ersetzt wurde. Daraufhin wurde ein zweites Demo namens Trash - Speed - Blood aufgenommen, das noch im selben Jahr erschien. Als Manager nahm sich Krzysztof Brankowski, ein Moderator im polnischen Radio, der Band an. 1989 arbeitete die Band an neuen Songs, während weitere Konzerte gegeben wurden. Zwischen Oktober und Dezember wurde im Izabelin Studio das Debütalbum Scarlet Slaughterer aufgenommen. Das Album erschien jedoch erst 1991 bei MIL Records als Audiokassette und 1992 über Digiton als CD. Es wurde später, im Jahr 2007, bei Reaper Metal Records auf Schallplatte und Blood Harvest Records als CD wiederveröffentlicht. Im März 1990 trat die Gruppe dreimal in Moskau auf. Zu dieser Zeit wurde Wyjadłowski durch den Gitarristen Guzz und Juszczak durch den Bassisten Addagio ersetzt. Im April war Magnus erneut in Moskau, dieses Mal auf dem Zelazny Marsz Festival im Gorki-Park, zu sehen. Nach den Auftritten in Russland folgten weitere in Polen. Währenddessen arbeitete die Band an weiteren Songs; die ersten fertiggestellten waren That Is The Reason I’d Like You To Die… und Gods of Crime. Den Schreibprozess sowie das Proben setzte die Band bis April 1991 fort. Im selben Jahr spielte die Band zum dritten Mal in der damaligen Sowjetunion, indem sie zweimal im Olympiastadion Luschniki auftrat. Vom 30. April bis 2. Mai wurde das Demo The Gods of Crime aufgenommen und im selben Jahr veröffentlicht. 1991 wurde der Bassist Addagio außerdem durch Grzegorz „Greg“ Zarzycki ersetzt. 1992 begann das Jahr mit Konzerten mit Napalm Death, Samael, Deicide, Atrocity und Gorefest. Im Mai und Juni wurden, erneut im Izabelin Studio, elf neue Lieder aufgenommen. Im Juli erschien daraufhin das nächste Album I Was Watching My Death bei dem Schweizer Label Blackend Records. Fast zur selben Zeit veröffentlichte das polnische Label Carnage Records acht Lieder von dieser Session unter dem Namen The Gods of the Crime. Im selben Jahr nahm die Band zudem unter anderem am  Shark Attack Festival und dem Jarocin Festival teil und trat mit Dragon, Pandemonium und Betrayer auf. Von Anfang 1993 bis September des Jahres wurden weitere Konzerte gespielt, während am nächsten Album gearbeitet wurde, das den Arbeitstitel Perfect Crime hatte. Das Album wurde im Oktober im Izabelin Studio aufgenommen. Die Veröffentlichung fand im selben Jahr unter dem Titel Alcholic Suicide statt, wobei das Album zunächst nur in Polen erschien. Außerhalb Polens war es über Holycast Records erhältlich. 1994 wurden Alcoholic Suicide und I Was Watching My Death bei Metal Mind Productions wiederveröffentlicht. Von 1994 bis 1996 ging Magnus auf Tournee, um das Album zu bewerben und war dabei unter anderem auf dem Metalmania vertreten. Zudem dachte die Band über die Veröffentlichung eines Albums nach, das nur Coverversionen verschiedener Punk-Klassiker enthalten sollte. Diese Idee verwarf sie jedoch. Stattdessen kam es 1997 zur Auflösung.
Erst 2010 wurde die Band wiederbelebt. Sie unterzeichnete einen Plattenvertrag für die Veröffentlichung von zwei Alben sowie zur Wiederveröffentlichungen alter Alben bei Witching Hour Productions. Das erste Album erschien im September des Jahres mit dem Namen Acceptance of Death und umfasst 13 Songs.

## Stil
Timm von metal.de schrieb in seiner Rezension zu Acceptance of Death, dass sich die Band hier mit dem Thema der Vanitas beschäftigt. Jedoch seien Klang und die Strukturen der Lieder sehr primitiv ausgefallen. Stattdessen sei „ein extrem rumpliger Death/Thrash-Archetyp“ zu hören, der an Venom erinnere. Jedoch lasse Magnus die „popesken, eingängigen Refrains, Hooklines und insgesamt nachvollziehbaren Songstrukturen“ vermissen. Während sich die Musiker an den Instrumenten durch die „kruden Arrangements arbeiten, brüllt, grunzt und kreischt Rob Bandit fortwährend strukturlos über die Songs hinweg und an ihnen vorbei“. Sidney König von musikreviews.de bezeichnete die Musik in seiner Besprechung zum selben Album als Old-School-Thrash- und Death-Metal. Die Songs seien schnell und aggressiv und nicht länger als vier Minuten. Sie würden dissonante Riffs und tiefen Gesang enthalten. Auch mache die Band Gebrauch von Soli und Breaks.

## Diskografie
- 1987: Power Metal (Demo, Eigenveröffentlichung)
- 1988: Trash - Speed - Blood (Demo, Eigenveröffentlichung)
- 1991: Scarlet Slaughterer (Album, MIL Records)
- 1991: The Gods of the Crime (Demo, Eigenveröffentlichung)
- 1992: The Gods of the Crime (Album, Carnage Records)
- 1992: I Was Watching My Death (Album, Blackend Records)
- 1994: Alcoholic Suicide (Album, Metal Mind Productions)
- 2010: Acceptance of Death (Album, Witching Hour Productions)